# Paul Magee
Paul Magee (* 21. September 1915; † 21. Mai 2001) war ein australischer Hürdenläufer, der sich auf die 400-Meter-Distanz spezialisiert hatte.
Bei den British Empire Games 1938 in Sydney wurde er Sechster über 440 Yards Hürden.
Über dieselbe Distanz wurde er 1937 Australischer Meister mit seiner persönlichen Bestzeit von 53,5 s (entspricht 53,2 s über 400 m Hürden).